# Kanlaya Sysomvang
Kanlaya Sysomvang (Vientián, 3 de noviembre de 1990) es un futbolista de Laos que juega como volante. Su equipo actual es el Khonkaen FC de la Liga Premier de Tailandia.

## Trayectoria
Debutó a los 20 años, jugando para el MCTPC, un equipo de la liga laosiana. Se mantuvo en el equipo hasta mediados del 2011, cuando firmó por el Khonkaen FC de la liga premier tailandesa, club en donde juega actualmente. 

## Selección nacional
Sysomvang, a los pocos partidos de jugado en la liga local, demostró sus grandes cualidades en la volante, razón por la cual fue convocado a la selección casi de inmediato. 
El 24 de octubre del 2010 anotó su primer gol con la selección absoluta. Su víctima fue la Selección de Filipinas; en un partido válido para clasificarse a la Copa AFF Suzuki 2010 mediante un remate de larga distancia, estableciendo el 2-0 transitorio (el partido acabaría 2-2). 
Ha jugado por su selección en la edición clasificatoria a la Copa Mundial del 2014, además de otros partidos, como de la Copa AFF Suzuki.
Ha jugado 21 partidos internacionales, consiguiendo anotar 5 goles.

## Clubes
| Club        | País      | Año         |
| ----------- | --------- | ----------- |
| MCTPC       | Laos      | 2010 - 2011 |
| Khonkaen FC | Tailandia | 2011-       |